# Bitka za Kijev (2022)
Bitka za Kijev je bila del kijevske ofenzive v okviru ruske invazije na Ukrajino leta 2022 za nadzor nad Kijevom, glavnim mestom Ukrajine, in okoliškimi okrožji. V bojih so sodelovali pripadniki ruskih oboroženih sil in ukrajinskih kopenskih sil. Bitka je trajala od 25. februarja 2022 do 2. aprila 2022 in se je končala z umikom ruskih sil.
Sprva so ruske sile zavzele ključna območja severno in zahodno od Kijeva, kar je povzročilo mednarodne špekulacije o skorajšnjem padcu mesta. Vendar je močan ukrajinski odpor izničil zagon. Slaba ruska logistika in taktične odločitve so branilcem pomagale preprečiti obkolitev, po mesecu dni dolgotrajnih spopadov pa so ukrajinske sile izvedle uspešne protinapade. Rusi so se začeli umikati 29. marca, 2. aprila pa so ukrajinske oblasti razglasile, da sta Kijev in okoliška oblast ponovno pod ukrajinskim nadzorom.

## Prvi ruski napad (25.–27. februar 2022)
Ruske sile so se 24. februarja 2022 na letališču Gostomel spopadle z ukrajinsko vojsko. Letališče, ki je bilo ključna oskrbovalna točka za ruske vojake v bližini Kijeva, je bilo naslednji dan zavzeto v Gostomelu, mestu severozahodno od mesta.

### Ruska infiltracija in začetna ukrajinska mobilizacija
25. februarja zjutraj so trije ruski saboterji, preoblečeni v ukrajinske vojake, vstopili v okrožje Obolon, 10 km severno od stavbe Vrhovne rade, sedeža ukrajinskega parlamenta. Nato so jih ukrajinske sile ubile. Nekaj ur pozneje je bilo nad mestom sestreljeno ukrajinsko lovsko letalo Suhoj Su-27, ki je strmoglavilo v stanovanjsko hišo. Ves dan je bilo slišati streljanje v več predelih mesta. Ukrajinski uradniki so streljanje opisali kot posledico spopadov z ruskimi silami. Ponoči je bilo v mestu mogoče slišati močno streljanje. Ukrajinske sile so pozneje trdile, da so med postopkom ubile približno 60 ruskih saboterjev.

### Eskalacija
26. februarja zjutraj je ruska artilerija več kot 30 minut obstreljevala mesto. Hkrati so ukrajinske sile odbile napad na elektrarno v severovzhodni soseski Troješčina. Napad naj bi bil ruski poskus, da bi Kijev odrezali od elektrike. Do hudih spopadov je prišlo tudi v bližini kijevskega živalskega vrta v Šuljavki, kjer so ukrajinske sile branile vojaško oporišče na prospektu Peremogi. Po besedah ukrajinskega predsednika Volodimirja Zelenskega so ukrajinske sile uspele odbiti rusko ofenzivo in še naprej zadrževale Kijev in njegovo okolico. Od 17. do 8. ure je bila uvedena policijska ura, kršitelji pa so bili obravnavani kot saboterji. Po podatkih britanskega obrambnega ministrstva so bile ruske sile od središča Kijeva oddaljene 31 km.
27. februarja so se nadaljevali spopadi med ukrajinskimi silami in ruskimi saboterji. Medtem so lokalni uradniki še naprej trdno zatrjevali, da je mesto še vedno pod popolnim ukrajinskim nadzorom. Kasneje zjutraj je raketa padla in eksplodirala na dvorišču 16-nadstropne stolpnice v Troješčini ter uničila več avtomobilov. Ukrajinski uradniki trdijo, da je raketo izstrelil ruski strateški bombnik iz Belorusije. Do večera je agencija Associated Press poročala, da je župan Kijeva Vitalij Kličko izjavil, da je mesto obkoljeno, kar je njegov tiskovni predstavnik kasneje označil za napako v časopisu The Kyiv Independent. Poročilo je bilo nato označeno kot lažna informacija.
Ponoči je ruski konvoj skušal postaviti začasno oporišče v metroju Sirec, na kar so ukrajinski vojaki odgovorili s smrtonosnim spopadom. Ruski vojaki so streljali tudi na ukrajinski vojaški avtobus, pri čemer je prišlo do neznanega števila žrtev.

### Odziv civilistov
Med začetkom napada je Kličko obljubil, da bo vzel v roke orožje in se boril. Zelenski je državljane Kijeva pozval, naj na ruski napad odgovorijo z improviziranimi napadi z molotovkami. Prebivalci so bili opozorjeni, naj se izogibajo oken in balkonov. Prvi dan bitke je bilo med prebivalce razdeljenih 18.000 kosov orožja, ukrajinske sile teritorialne obrambe, ki so običajno v rezervi, pa so bile aktivirane ob začetku napada.
26. februarja je ukrajinski notranji minister Denis Monastirski sporočil, da so civilni prostovoljci v Kijevu dobili več kot 25.000 jurišnih pušk in približno 10 milijonov nabojev, pa tudi granate na raketni pogon in raketomete.

## Drugi ruski napad (28. februar – 4. marec 2022)

### Ruski konvoj in neprekinjeno obstreljevanje
28. februarja se je nov val ruskih vojakov podal proti Kijevu, vendar je bilo neposrednih spopadov malo – na mesto so bile tistega dne izstreljene le tri rakete. Satelitski posnetki so razkrili obstoj dolge kolone ruskih vozil, ki so se usmerila proti Kijevu po 64 km dolgi avtocesti, ki se Kijevu približuje s severa in je od središča Kijeva oddaljena približno 39 km. Ukrajinski vojaki so na kontrolni točki ubili izraelsko-ukrajinskega državljana, ker so ga zamenjali za pripadnika ruske vojske iz Čečenije.
1. marca zjutraj je rusko obrambno ministrstvo izdalo obvestilo o evakuaciji lokalnega prebivalstva in sporočilo da nameravajo napasti ukrajinske prenosne naprave v okolici Kijeva in da morajo vsi bližnji prebivalci zapustiti območje. Nekaj ur pozneje je ruska raketa zadela kijevski televizijski stolp, pri čemer je bilo ubitih pet ljudi, pet pa ranjenih. Napad je prekinil vse televizijske prenose v Kijevu. V spominskem centru holokavsta v Babjem Jaru so medtem potrdili, da je druga raketa, namenjena televizijskemu stolpu, po naključju zadela spomenik, posvečen pokolu v Babjem Jaru. Ruski zračni napad je zadel in poškodoval tudi zasedeno porodnišnico. Nadaljnje rusko obstreljevanje je prizadelo soseski Rusanivka in Kurenivka ter predmestji Bojarka in Višneve, pa tudi območje okoli mednarodnega letališča v Kijevu.
Tistega dne je Kličko v Kijevu prepovedal prodajo alkohola in pozval lastnike trgovin in verig lekarn, naj ne »izkoriščajo« razmer in ne dvigujejo cen »hrane, osnovnega blaga in zdravil«.

### Poskusi obkolitve Kijeva
2. marca zgodaj zjutraj so ukrajinske letalske sile trdile, da so nad Kijevom sestrelile dva ruska Suhoj Su-35. Pozneje zjutraj je Kličko izjavil, da je ruska vojska začela obkoljevati mesto in ga poskušala blokirati. Kličko je za Channel 24 povedal, da se Kijevu iz Belorusije približujejo tanki in da ukrajinske oblasti preverjajo pripravljenost ukrajinskih kontrolnih točk. Vodja obveščevalne službe estonskih obrambnih sil Margo Grosberg je ocenil, da bo ruski konvoj v zunanja predmestja Kijeva prispel v najmanj dveh dneh, nato pa bo poskušal oblegati mesto. Poljski predsednik Andrzej Duda je dejal, da mu je Zelenski dejal, da se ukrajinske sile ne bodo umaknile iz Kijeva.
Deli prestrežene ruske rakete so padli na železniško postajo Kijev-Pasažirski in poškodovali glavni toplovod. Eksplozija je povzročila manjšo škodo na postaji.
The New York Times je 3. marca ocenil, da se več kot 15.000 ljudi skriva v mestni podzemni železnici. Istega dne je ministrstvo za obrambo Združenega kraljestva podalo izjavo, da je ruski konvoj v zadnjih treh dneh »le malo napredoval«.
4. marca je nov val obstreljevanja prizadel središče Kijeva, vključno s sosesko Borščagivka. Preiskava CNN je pokazala, da so napadi zadeli poslovno središče in številne večnadstropne stavbe v zahodnih predelih mesta.
Ukrajinske oblasti so 7. marca trdile, da so ukrajinske sile uničile dve ruski letali. Kasneje je Zelenski zanikal govorice, da je pobegnil iz mesta, in izjavil, da bo ostal v Kijevu.
Prizadevanja za obkolitev Kijeva so se na koncu izjalovila. Kasneje, 22. marca, so ukrajinske sile ponovno zavzele predmestje Makariv, s čimer so učinkovito ustavile morebitno blokado mesta.

## Ruska ofenziva se ustavi
8. marca je The Guardian poročal, da si ruske sile prizadevajo premagati logistične težave v svoji zastali ofenzivi.
Naslednje jutro so ruske sile ponovno obstreljevale mesto. Kasneje istega dne so se ruske in ukrajinske oblasti dogovorile o vzpostavitvi začasnega humanitarnega koridorja okoli Kijeva, kar je omogočilo množično evakuacijo civilistov iz predmestij.
Kličko je 10. marca izjavil, da je od začetka vojne iz Kijeva pobegnilo skoraj dva milijona ljudi, kar je polovica prebivalstva.
12. marca je bilo nad sosesko Podil sestreljeno rusko manevrirno strelivo, označeno kot Cube, ki je povzročilo požar v stavbi državne hranilnice Ukrajine. Drugi požar je izbruhnil na ulici Sinioozerna na severozahodnem robu mesta.
14. marca zjutraj je ruski izstrelek zadel devetnadstropno stanovanjsko stavbo na Bohatirski ulici v Obolonu. Stavba je bila delno porušena, pri čemer je bila najmanj ena oseba ubita, 12 pa ranjenih. Nad Kijevom je bila sestreljena še ena ruska raketa, katere delci so poškodovali petnadstropno stanovanjsko stavbo v Kurenivki, pri čemer je umrla ena oseba. Poleg tega so ruske sile izstrelile tri rakete na tovarno za serijsko proizvodnjo Antonov, pri čemer je bilo ranjenih sedem ljudi.
Mestni uradniki so medtem sporočili, da so za prebivalce, ki so ostali v mestu, pripravili dvotedenske zaloge hrane.
Naslednje jutro je bila zaradi eksplozije poškodovana postaja podzemne železnice Lukjanivska. Kasneje zjutraj so ruske sile obstreljevale stanovanjska območja, vključno z okrožji Svjatošinski, Podilskji in Osokorki, pri čemer je zagorelo več stavb. V Svjatošinskjiju so bili med obstreljevanjem ubiti štirje ljudje. Tistega dne je delegacija EU obiskala Kijev in se nato sestala z Zelenskim, ki je pozval druge voditelje, naj sledijo njegovemu zgledu.
Zelenski je 17. marca obiskal bolnišnico v Kijevu in se srečal z ljudmi, ki so bili ranjeni med evakuacijo iz Kijevske regije.
Ruska raketa je uničila nakupovalno središče v Podilskem, pri čemer je umrlo najmanj 8 ljudi. Izstrelek in eksplozija, ki mu je sledila, sta poškodovala tudi bližnje stavbe in uničila avtomobile. Ruski uradniki so trdili, da ukrajinske sile uporabljajo območja v bližini nakupovalnega središča za skladiščenje streliva, in predložili posnetke iz brezpilotnega zrakoplova, na katerih je po besedah ministrstva ukrajinski raketni sistem MLRS (Multiple Launch Rocket System) streljal in se vrnil v nakupovalno središče, preden ga je uničila ruska raketa. V Svjatošinskjiju so delci rakete padli na stanovanjsko sosesko. Po podatkih lokalnih oblasti je bilo poškodovanih 6 hiš in 4 šole, okoli 200 ljudi pa so evakuirali.
Policijska ura je bila razglašena od 21. marca od 21. ure po lokalnem času do 23. marca do 7. ure po lokalnem času.

## Ukrajinska protiofenziva in ruski umik
Ukrajinske sile so 22. marca začele protiofenzivo, da bi Ruse pregnale iz mesta. Ukrajinske sile so iz bližnjih predmestij in naselij evakuirale na tisoče ljudi, od tega samo v Borispilu 20.000.
Litovski minister Arvydas Anušauskas je 23. marca obiskal Kijev, kjer se je srečal z ukrajinskim kolegom Oleksijem Reznikovom in mu predal vojaško pomoč.
Ruske sile so 24. marca sprožile nov val bombardiranja. Obstreljevanje je prizadelo parkirišče v severnem delu mesta, pri čemer je bila ubita ruska novinarka Oksana Baulina, dve osebi pa sta bili ranjeni. Tega dne je Kijev obiskala delegacija predsednikov baltskih parlamentov.
V poročilu britanske obveščevalne službe z dne 25. marca je bilo navedeno, da je Ukrajina ponovno zavzela mesta do 35 km od Kijeva, ko je ruskim silam začelo primanjkovati zalog. Ruska vojska je trdila, da je uspešno uničila največji naftni terminal v državi, ki je bil blizu Kijeva.
Po uspešnih ukrajinskih protinapadih konec marca je Rusija 29. marca napovedala umik svojih sil z območja Kijeva. Zavzetje Kijeva je veljalo za ključni cilj, neuspeh pa je pomenil splošni neuspeh kampanje.
Predsednica parlamenta EU Roberta Metsola je 1. aprila obiskala Kijev in tako postala prva visoka uradnica EU, ki je od ruske invazije odpotovala v Ukrajino.
2. aprila so ukrajinske oblasti trdile, da so ponovno zavzele celotno območje Kijeva. Tistega dne je Kličko sprostil prepoved prodaje alkohola v trgovinah.